# Beobachter (Physik)
Der Beobachter ist in der Physik derjenige, der ein Phänomen beobachtet. Es kann sich dabei um eine reale Person, um einen geeigneten Messapparat oder – in einem Gedankenexperiment – um eine gedachte Person handeln.
Der Beobachter beschreibt das Phänomen in der Regel in seinem Ruhesystem. Ein Wechsel zu einem anderen Beobachter bedeutet daher im Allgemeinen auch den Wechsel zu einem anderen Bezugssystem und damit zu einer anderen Beschreibung desselben Phänomens.
Größen, deren Wert nicht vom Bewegungszustand des Beobachters abhängen, nennt man Galilei- bzw. Lorentz-invariant.

## Formaler Status des Beobachterkonzepts
Obwohl das Beobachterkonzept insbesondere in Büchern und Arbeiten zur Relativitätstheorie zur Illustration physikalischer Sachverhalte herangezogen wird, ist es kein eigentlicher Bestandteil des Theoriengebäudes der Physik. Physikalische Aussagen, die das Beobachterkonzept verwenden, gelten daher als pragmatische Formulierungen, die insbesondere in der Didaktik und in Gedankenexperimenten Anwendung finden. Die Grundgleichungen und Axiomatisierungen physikalischer Theorien basieren hingegen nicht auf Beobachterkonzepten. Physikalische Sachverhalte können daher grundsätzlich ohne Verwendung des Beobachterkonzepts formuliert werden. An die Stelle des Satzschemas
„Der Beobachter z im Bezugssystem I findet den Wert y für die Eigenschaft P des Objekts x.“
tritt dann das Satzschema
„Die Eigenschaft P des Objekts x hat den Wert y relativ zum Bezugssystem I.“
Einige Physiker und Philosophen, z. B. J. S. Bell, K. Popper oder M. Bunge, stehen der Verwendung beobachter-basierter Formulierungen insbesondere in der Quantenmechanik kritisch gegenüber, da sie zu Missverständnissen und Unklarheiten führen können.

## Klassische Physik
In der klassischen Physik hat der Beobachter eine rein passive Rolle. Anders formuliert: Ein physikalischer Vorgang hängt nicht davon ab, ob er beobachtet wird oder nicht. Allerdings hängt die Art der Beschreibung des Phänomens vom Bewegungszustand des Beobachters ab. Dabei ist zu unterscheiden, ob der Beobachter sich in einem Inertialsystem oder in einem beschleunigten Bezugssystem befindet.

### Inertialsysteme
In einem Inertialsystem gilt der Trägheitssatz. Das bedeutet, dass sich alle kräftefreien Körper gleichmäßig und geradlinig bewegen. Für alle Kräfte lässt sich eine Ursache angeben: Es gilt actio = reactio. Jeder Beobachter, der sich relativ zu einem Inertialsystem gleichförmig bewegt, befindet sich ebenfalls in einem Inertialsystem. Anders formuliert: Alle Inertialsysteme sind gleichberechtigt. Mit einer Galilei-Transformation kann von einem Inertialsystem in ein anderes gewechselt werden.
Oft wird ein Beobachter willkürlich als „ruhender“ Beobachter bezeichnet, obwohl eine solche Festlegung keinen Sinn ergibt, denn theoretisch könnte jeder Beobachter für sich in Anspruch nehmen, sich in Ruhe zu befinden. Ein Beobachter, der sich relativ zum ruhenden Beobachter mit der konstanten Geschwindigkeit {\displaystyle +{\vec {v}}} bewegt, beschreibt alle Bewegungen anders als jener: Alle Geschwindigkeiten ändern sich um {\displaystyle -{\vec {v}}}, alle Orte um {\displaystyle -{\vec {v}}t}. Ein anschauliches Beispiel ist ein Schaffner, der sich entgegen der Fahrtrichtung des Zuges in diesem mit der Gehgeschwindigkeit {\displaystyle {\vec {v}}} bewegt. Verschiedenen Beobachtern erscheint seine Bewegung auf unterschiedliche Weise:
- Für eine auf der Weide stehende Kuh bewegt sich der Schaffner aus ihrer Sicht vorwärts, jedoch um seine Gehgeschwindigkeit langsamer als der Zug.
- Der im Zug sitzende Fahrgast beobachtet den Schaffner relativ zum Zug, sodass der Schaffner sich mit seiner Gehgeschwindigkeit nach hinten bewegt.
- Der Schaffner selbst bewegt sich zu seinem eigenen Bezugssystem (ihm selbst) nicht, der Zug scheint sich an ihm vorbeizubewegen, und zwar mit der Geschwindigkeit {\displaystyle -{\vec {v}}}.´

Ein weiteres Beispiel ist der akustische Dopplereffekt: Die gehörte Frequenz hängt nicht nur von der Frequenz einer Schallquelle, sondern auch von der Bewegung des Beobachters ab. (Mit „Bewegung“ ist in beiden Fällen eine Bewegung relativ zum als ruhend angesehenen Ausbreitungsmedium gemeint). Bewegt sich der Beobachter auf die Schallquelle zu, hört er einen höheren Ton als wenn er sich von ihr weg bewegt.

### Beschleunigter Beobachter
Ist der Beobachter beschleunigt, so treten in seinem Bezugssystem Trägheitskräfte auf, die für einen „ruhenden“ Beobachter nicht existieren und daher als Scheinkräfte bezeichnet werden. Beispielsweise muss der mitbewegte Beobachter in einem rotierenden Karussell eine nach außen gerichtete Zentrifugalkraft annehmen, um die Bewegung in seinem Bezugssystem zu deuten. Der „ruhende“ Beobachter benötigt für die Erklärung der beobachteten Phänomene keine zusätzlichen Scheinkräfte. In seinem Inertialsystem gehorchen alle Körper dem Trägheitssatz. Dieser besagt unter anderem, dass ein Körper nur dann der Kreisbewegung des Karussells folgt, wenn er durch eine äußere Kraft dazu gezwungen wird.
In der klassischen Physik sind unter anderem folgende Größen invariant: Zeit, Länge, Masse, elektrische Ladung, potentielle Energie usw. Nicht invariant sind beispielsweise: Geschwindigkeit, Impuls, kinetische Energie usw.

## Relativitätstheorie

### Spezielle Relativitätstheorie
In der speziellen Relativitätstheorie gilt neben dem Relativitätsprinzip auch die Invarianz der Lichtgeschwindigkeit. Das bedeutet, dass die Lichtgeschwindigkeit unabhängig vom Bezugssystem des Beobachters immer denselben Wert hat. Dies hat weitreichende Konsequenzen:
- Relativität der Gleichzeitigkeit: Zwei Ereignisse werden von zwei verschiedenen Beobachter nur dann übereinstimmend als gleichzeitig angesehen, wenn die beiden Beobachter relativ zueinander ruhen. Die Diskrepanz ihrer Aussagen ist umso größer, je schneller sie sich relativ zueinander bewegen und je weiter sie voneinander entfernt sind.
- Zeitdilatation: Wird das Zeitintervall für einen physikalischen Vorgang gemessen, so misst der Beobachter, der relativ zu diesem Vorgang ruht, das kürzeste Intervall. Dieses wird auch Eigenzeit genannt. Jeder relativ dazu bewegte Beobachter wird für denselben Vorgang eine längere Zeit messen. Das wird oft plakativ mit den Worten ausgedrückt: „Bewegte Uhren gehen langsamer“.
- Längenkontraktion: Der Beobachter, der relativ zu einem Gegenstand ruht, misst für dessen Länge stets den größten Wert, die so genannte Eigenlänge. Jeder relativ zu ihm bewegte Beobachter misst eine kürzere Strecke. In kurzen Worten: „Bewegte Längen schrumpfen“.

In der Relativitätstheorie kann ein Beobachter, der sich an einem Raumzeitpunkt befindet, von seinem Standpunkt aus keine Beobachtungen an einem anderen Raumzeitpunkt machen. Er kann nur Informationen über Ereignisse sammeln, die innerhalb seines Ereignishorizonts sind. In der speziellen Relativitätstheorie gibt es bevorzugte „Familien von Beobachtern“. Eine solche besteht aus über die gesamte Raumzeit verteilten, relativ zueinander ruhenden Beobachtern mit untereinander synchronisierte Uhren und bildet so ein Inertialsystem. Mit einer Lorentz-Transformation kann von einem Inertialsystem in ein anderes gewechselt werden.
Invariant sind in der Relativitätstheorie die Größen Lichtgeschwindigkeit, Raumzeit-Intervall, Masse usw. Dagegen sind insbesondere die Größen Länge, Zeit, Impuls, Energie usw. nicht invariant.

### Allgemeine Relativitätstheorie
Die allgemeine Relativitätstheorie geht von dem Äquivalenzprinzip aus, d. h. von dem Grundsatz, dass ein Beobachter in seinem Bezugssystem nicht zwischen Trägheitskräften und Gravitationskräften unterscheiden kann. Daraus folgt sofort die Gleichheit von träger und schwerer Masse, die sich in der klassischen Physik nicht begründen lässt. Außerdem ergibt sich aus der allgemeinen Relativitätstheorie die gravitative Zeitdilatation. Damit meint man das Phänomen, dass Uhren umso langsamer gehen, je tiefer das Gravitationspotential an ihrem Standort ist.
In der allgemeinen Relativitätstheorie gibt es keine bevorzugte Familie von Beobachtern. Ob zwei Beobachter relativ zueinander ruhen oder ihre Uhren synchron sind, hängt davon ab, auf welchem Weg sie miteinander kommunizieren. Ein Beobachter, der nicht an seinem Raumzeitpunkt beobachtet, sondern über einen festgelegten Weg an einem anderen Raumzeitpunkt aufschreibt, wird auch als „Buchhalter“ bezeichnet.
Insbesondere bei der Beschreibung der Gravitationswirkungen eines Schwarzen Lochs wird ein Beobachter als Koordinatenbuchhalter bezeichnet, der sich unendlich weit weg vom Gravitationszentrum befindet und relativ zu diesem ruht. Gebräuchlich sind hierbei auch FIDO (fiducial observer, stationär ruhend), FFO (free falling observer, frei fallender Beobachter), innerhalb der Ergosphäre der Kerr-Metrik auch ZAVO (zero angular velocity observer, ω=0) und ZAMO (zero angular momentum observer, L=0, lokal mitbewegter Beobachter).

## Der Einfluss von Messungen
In der klassischen Physik ist es denkbar, dass ein Beobachter einen Vorgang wahrnimmt und mit beliebig hoher Genauigkeit, d. h. mit beliebig geringer Messunsicherheit, vermisst, ohne den Vorgang dabei zu beeinflussen und zu verändern. Man geht zum Beispiel davon aus, dass es nur eine Frage der geeigneten Messtechnik ist, wie präzise die Geschwindigkeit eines Fahrzeugs oder die Temperatur einer Tasse Kaffee gemessen werden kann. Aber schon bei dem Kaffee werden die Grenzen einer unbeeinflussten Messung deutlich: Tauchen wir ein kaltes Thermometer in den Kaffee, so wird das Thermometer von Kaffee aufgewärmt und der Kaffee wird dabei kälter. Das Messergebnis wird durch den Einsatz der Messapparatur verfälscht. Ähnliche Probleme lassen sich bei vielen Messvorgängen feststellen.
Im Bereich der Quantenphysik erweist sich der Einfluss der Messapparatur auf den beobachteten Vorgang als ganz grundsätzliche Erscheinung. Jede Art von Messung bedeutet eine gegenseitige Einwirkung zwischen dem untersuchten System und dem Messinstrument. Deshalb hat alleine die Tatsache der Messung bereits eine Wirkung auf quantenmechanische Effekte. Zum Beispiel konnten sich in einem Experiment am Weizmann-Institut nur isolierte Elektronen wie Wellen verhalten.
Die Heisenbergsche Unschärferelation besagt, dass zwei physikalische Größen, die in bestimmter Weise miteinander verknüpft sind, wie z. B. Ort und Impuls oder Zeit und Energie, nicht zugleich mit beliebiger Genauigkeit gemessen werden können. Vor allem in populärwissenschaftlicher Literatur wird dieser Effekt gerne damit erklärt, dass die Messung der einen Größe die andere Größe störe. Beispielsweise kann man den Ort eines Teilchens bestimmen, indem man ein Photon an ihm streut. Die Wechselwirkung des Photons mit dem Teilchen ändert aber dessen Impuls. Um den Ort des Teilchens möglichst genau zu messen, muss man Strahlung von möglichst kurzer Wellenlänge verwenden. Kurzwellige Photonen besitzen aber einen besonders großen Impuls, so dass sie die Größe des Impulses besonders stark verändern. Auf diese Art der Erklärung wird aber in Lehrbüchern meist verzichtet, da die quantenmechanische Unbestimmtheit eine grundlegende Eigenschaft von Quantenobjekten ist und nicht ein Artefakt, das durch die Messmethode verursacht wird.
In der Quantenphysik werden Quantenobjekte durch Wellenfunktionen beschrieben. Diese geben unter anderem an, wie wahrscheinlich es ist, ein Teilchen zu einem bestimmten Zeitpunkt in einem bestimmten Zustand anzutreffen. Eine eindeutige Vorhersage welchen Wert die Messung ergeben wird, ist im Vorhinein nicht möglich. Der genaue Zustand wird erst im Moment der Beobachtung festgelegt. Sind mehrere Zustände prinzipiell möglich, so befindet das Quantenobjekt sich so lange in Superposition, bis eine Messung durchgeführt wird. Diese verblüffende Konsequenz der Quantenphysik trieb Erwin Schrödinger in seinem berühmten Gedankenexperiment Schrödingers Katze auf die Spitze: Ist es möglich, dass eine Katze, deren Leben von einem quantenphysikalischen Prozess abhängig ist, sowohl lebendig als auch tot ist, bis man sie beobachtet? In der Geschichte der Quantenphysik gab es verschiedene Ansätze, wie dieses vermeintliche Paradoxon zu verstehen ist, siehe hierzu Interpretationen der Quantenphysik und Quantenmechanische Messung.